# Тефтан
Тафтан (перс. تفتان‎) — активный стратовулкан эпохи голоцена. Расположен на юго-востоке Ирана в провинции Систан и Белуджистан.

## Описание
Тефтан — эродированный андезитовый стратовулкан. Высота вершины вулкана составляет 3940 метров. В январе 1902 года вулкан сильно дымился несколько дней, иногда с сильным свечением в течение ночного времени. В 1993 году из вулкана пошёл лавовый поток, но, возможно, это был лишь поток расплавленной серы.